# Villancico

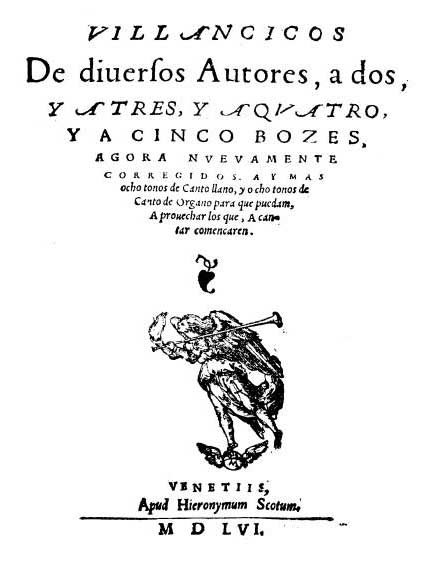
Frontespizio del Cancionero de Uppsala

Il villancico è un genere musicale sorto in Spagna e Portogallo alla fine del XV secolo che fu in auge durante il Rinascimento e il primo barocco, oltre che nella Penisola Iberica, anche nelle colonie del Nuovo Mondo. Il significato odierno del termine in lingua castigliana equivale a canto popolare natalizio.

## Origine ed evoluzione
Lo stile del villancico rinascimentale potrebbe dirsi affine a quello di altre forme  musicali sviluppatesi contemporaneamente in altre aree d'Europa, come ad esempio la frottola italiana o la chanson francese, ma ad un'attenta analisi dal punto di vista testuale e metrico, esso ci appare di carattere squisitamente iberico.
Il termine, diminutivo di villano (contadino), appare per la prima volta alla fine del XV secolo ed indica una particolare forma di composizione musicale e poetica consistente in numerose strofe (coplas), unite da un ritornello (estribillo). Generalmente non basato su testi poetici, il villancico visse il suo massimo splendore tra XV e XVI secolo. Almeno in una prima fase, tra gli argomenti preferiti, un posto di riguardo spetta all'amore cortese, ma i villancicos potevano anche muovere da precise occasioni storiche, rendere omaggio ad una città o ad un personaggio illustre, oppure commentare comuni avvenimenti di corte, senza contare le innumerevoli composizioni di argomento sacro, comunque mai in latino.
A partire dalla seconda metà del XVI secolo, il villancico iniziò ad evolversi, venendo ad essere fortemente influenzato dallo stile italiano, ed autori come Juan Vásquez, seppero unire il suo stile popolaresco all'eleganza del madrigale, tramite alcuni accorgimenti: l’estribillo fu ampliato e spesso la copla venne fusa ad esso senza soluzioni di continuità tra una e l'altra sezione; i testi si fecero più ricchi di ornamenti, anche se il gusto popolare non scomparve.

## Caratteristiche
Lo scrittore e compositore Juan del Encina, nel suo trattato "Arte de Poesía Castellana" è il primo a stabilire che il villancico, grazie alla flessibilità conferitagli dalla varietà dei testi e dei temi, è una composizione principalmente musicale e non deve essere necessariamente basata sul verso tradizionale, mentre Díaz Rengifo, nel suo "Arte Poética" (1592), definisce il villancico essenzialmente come canzone e non solo componimento poetico.
Alcune delle caratteristiche metriche pressoché comuni tra i vari villancicos, come la curiosa asimmetria tra il verso e la musica, mostrano profondi legami con alcune composizioni monofoniche medievali come il virelai, la lauda, la ballata o la cantiga (o cántiga). Veri e propri prototipi di villancico appaiono già nella grande collezione di canti popolari e semi-religiosi, le Cantigas de Santa Maria, e la sorprendente corrispondenza delle forme metriche (AA, BBBA) di tali composizioni ci riporta alla forma dello zajal della cultura arabo-andalusa.
Nella forma classica del villancico, la melodia del canto, sempre privilegiata, è appoggiata ad un basso che regge un buon telaio d'armonie realizzate dalle voci interne; la parte del superius è, inoltre, generalmente l'unica a cui venga associato un testo, il quale viene seguito dalla melodia in maniera sillabica; le stesse chiuse dei versi corrispondono in genere alle varie cadenze. Il decorso orizzontale s'orienta secondo procedimenti tonali ante litteram: d'altronde, basti pensare che vi sono villancicos costruiti anche su schemi di danze (notoriamente più vicini, anche in periodo rinascimentale, al linguaggio tonale), come passamezzo o folía. La polifonia si sviluppa generalmente attraverso l'instaurazione di un sapiente contrappunto derivato dall'imitazione delle singole frasi musicali tra le varie parti, anche se lo stile omofonico ed omoritmico non è affatto insolito. Il metro, in genere binario, è occasionalmente accostato a ritmi ternari, mentre il verso è di regola ottosillabico anche se spesso ne vengono interposti di più brevi.

### Il Villancico religioso
Una versione del villancico da citare è quella sacra. I temi religiosi, infatti, presenti comunque sin dalle origini, nello spirito della Controriforma acquisirono un'importanza sempre maggiore; forme di villancico cominciarono ad essere utilizzate come vere e proprie composizioni sacre in lingua volgare, introducendosi a pieno titolo nelle tradizioni di alcune importanti feste come il Natale. Molti villancicos di tale genere appaiono in varie raccolte dell'epoca rinascimentale (vd. Cancionero de Uppsala). È in quest'ultima forma che il villancico fu divulgato nelle colonie del Nuovo Mondo.

## Il Villancico nel Nuovo Mondo
Il villancico, fu esportato nel Nuovo Mondo unicamente in veste di composizione sacra. Esso appare nel periodo compreso tra la conquista e il 1650 come una vivace composizione polifonica, quasi sempre su ritmo ternario, rinforzata presumibilmente da accompagnamenti strumentali.
Numerosi villancicos sacri di forma tradizionale furono composti nei vicereami di Nuova Spagna e del Perù per l'ufficio liturgico dei giorni festivi nonostante le ordinanze che, almeno in teoria, ne riducevano le possibilità d'esecuzione durante le funzioni religiose. Tra le responsabilità di ogni maestro de capilla vi era anche quella di comporre nuovi villancicos che sostituissero i mottetti e i responsori in latino.
Quella liturgica non era però l'unica destinazione dei nuovi villancicos che, pur mantenendo il loro carattere sacro, furono impiegati come componente indispensabile della festività e delle sue manifestazioni che si svolgevano al di fuori del luogo sacro.
Nella sua forma puramente classica, il villancico, nei primi decenni della colonizzazione spagnola in America, si conservò pressoché inalterato, mantenendo la bipartizione di estribillo e copla, introducendo talvolta l'uso della responsión (risposta salmodica) tra soli e coro o addirittura, in alcuni casi, anche tra quest'ultimo e il popolo che partecipava alla liturgia.
Solo parecchio tempo dopo, durante il corso del ‘700 il villancico tradizionale iniziò a mutare aspetto in maniera sostanziale, trasformandosi in una sorta di breve cantata, divisa in arie e recitativi, accogliendo anche influenze belcantistiche italiane.

### Il Villancico vernacolare
L'elasticità strutturale del villancico spagnolo portò, nelle colonie d'America, ad un nuovo ed impensabile esito: l'accoglimento, sotto la spinta del sostrato indio ed afro-americano, di elementi estranei alla tradizione europea e la fioritura, accanto al villancico tradizionale, del villancico vernacolare nei suoi due principali tipi dell’indio, in lingua quechua o nahuatl, e del guineo, nei dialetti creoli. 
Questa nuova variante americana del villancico si manifesta maggiormente in campo ritmico: nei semplificati schemi europei si inseriscono sincopi e controtempi, il tutto sull'accompagnamento di strumenti a pizzico o a percussione.
Altre forme musicali per lo più vocali che fiorirono nel Nuovo Mondo durante il corso dei secoli XVI e XVII, indicate di volta in volta come juguete, canario, batalla, calenda, negrilla, ecc., rientrano anch'esse a pieno titolo sotto la generale categoria di villancico.